# نقشه پرواز
نقشه پرواز(به انگلیسی: Flight Plan) نام فیلمی آمریکایی در ژانر دلهره‌آور روان‌شناختی معمایی به کارگردانی روبرت شونتکه و نویسندگی پیتر ای. دولینگ و بیلی ری و محصول سال ۲۰۰۵ است. جودی فاستر، پیتر سارسگارد، شان بین و اریکا کریستنسن از بازیگران فیلم هستند.

## خلاصه داستان
شوهر کایل پرات می‌میرد و او قصد دارد همراه دخترش جولیا و تابوت شوهرش به آمریکا برگردد. کایل و دخترش در هواپیما به خواب می‌روند. اما وقتی کایل بیدار می‌شود، می‌بیند خبری از دخترش نیست. ظاهراً نام جولیا در فهرست مسافران نبوده و هیچ‌یک از خدمه و مسافران او را ندیده است. یکی از محافظ‌های پرواز نیز می‌گوید که اصلاً جولیا همراه با پدرش درگذشته و ادعا می‌کند که «کایل» عقل خود را از دست داده است و…

## مشروح داستان
کایل پرت، مهندس هوانوردی آمریکایی مقیم برلین که به‌تازگی بیوه شده، همراه با دختر شش‌ساله‌اش، جولیا، جسد همسرش دیوید را با هواپیمایی به ایالات متحده بازمی‌گرداند؛ این هواپیما، مدل دوطبقهٔ جدیدی به نام Elgin E-474 از خطوط هوایی Aalto است که خود او در طراحی‌اش نقش داشته است. وقتی کایل از خواب کوتاهی بیدار می‌شود، متوجه ناپدید شدن جولیا می‌شود، اما هیچ‌یک از خدمه یا مسافران ادعا نمی‌کنند که دختر او را دیده‌اند. مهماندار استفنی به او می‌گوید هیچ مدرکی از سوارشدن دخترش وجود ندارد و کایل هم موفق به یافتن کارت پرواز و کوله‌پشتی دخترش نمی‌شود. با اصرار کایل، کاپیتان مارکوس ریچ دستور جست‌وجوی هواپیما را می‌دهد، در حالی‌که مارشال هوایی جین کارسون مراقب رفتار اوست. کایل دو مسافر عرب را متهم می‌کند که شب پیش، دخترش را تعقیب کرده‌اند و این منجر به درگیری و دستگیری کایل می‌شود.
کایل توضیح می‌دهد که شوهرش از بالای ساختمان کارخانهٔ تجهیزات هوانوردی سقوط کرده و مرده، اما او باور ندارد که این حادثه خودکشی بوده است. سپس پیامی از بیمارستانی در برلین به دست کاپیتان ریچ می‌رسد که در آن گفته شده جولیا همراه پدرش مرده و به همین دلیل کاپیتان متقاعد می‌شود که کایل، که از مرگ همسر و دخترش دچار آشفتگی روانی شده، تصور کرده که دخترش را سوار هواپیما کرده است. کایل که رفتارهایش به‌نظر دیگران غیرعادی شده، به صندلی‌اش محدود می‌شود و زنی به نام لیزا که درمانگر است، با او هم‌صحبت می‌شود. کایل تا حدی به سلامت روان خود شک می‌کند، تا اینکه قلبی را می‌بیند که جولیا با انگشتش روی بخار شیشهٔ کنار صندلی‌اش کشیده بود.
کایل اجازه می‌خواهد به سرویس برود و آن‌جا از طریق فضای بالاسری وارد محفظهٔ سیم‌کشی هواپیما می‌شود و سامانه‌های الکترونیکی هواپیما را مختل می‌کند. در آشوب به‌وجودآمده، با استفاده از آسانسور کوچک انتقال غذا خود را به عرشهٔ بار می‌رساند و تابوت دیوید را باز می‌کند، چون گمان دارد جولیا در آن پنهان شده، اما تنها جسد همسرش را می‌بیند. کارسون، او را با دستبند به صندلی‌اش بازمی‌گرداند و اعلام می‌کند که هواپیما به‌طور اضطراری در فرودگاه گوس بی در استان نیوفاندلند و لابرادور فرود می‌آید تا کایل را به بازداشتگاه تحویل دهند.
کایل از کارسون خواهش می‌کند که بار هواپیما را جست‌وجو کند. کارسون در خفا به عرشهٔ بار می‌رود، دو مادهٔ منفجره و یک چاشنی را از داخل تابوت دیوید بیرون می‌کشد و آن‌ها را در بخش سامانه‌های الکترونیکی هواپیما نصب می‌کند. در این‌جا فاش می‌شود که کارسون، استفنی و مدیر سردخانهٔ برلین توطئه‌ای ترتیب داده‌اند تا هواپیما را برای دریافت ۵۰ میلیون دلار باج بربایند و کایل را مقصر جلوه دهند؛ آن‌ها جولیا را ربوده‌اند تا کایل تابوت را باز کند. کارسون به‌دروغ به کاپیتان ریچ می‌گوید کایل تهدید به انفجار هواپیما کرده، مگر آنکه باج به حسابی واریز شود و یک هواپیمای گالف‌استریم جی۳ برای فرار آماده گردد. او سپس قصد دارد مواد منفجره را منفجر کند، جولیا را بکشد و کایل را نیز در کنار چاشنی کشته‌شده رها کند.
پس از فرود در نیوفاندلند، هواپیما توسط مأموران اف‌بی‌آی محاصره می‌شود و مسافران از آن پیاده می‌شوند. کایل روبه‌روی کاپیتان ریچ قرار می‌گیرد که با عصبانیت اعلام می‌کند باج پرداخت شده است. کایل با فهمیدن اینکه کارسون عامل ماجراست، نقش هواپیماربای واقعی را ایفا می‌کند و به خدمه دستور می‌دهد که هواپیما را ترک کنند، اما کارسون باید بماند. بعد از بسته‌شدن در، کایل با کپسول آتش‌نشانی بر سر کارسون می‌زند، او را به ریل می‌بندد و چاشنی را از جیبش برمی‌دارد. کارسون به‌سرعت به‌هوش می‌آید، خود را آزاد می‌کند و کایل را تعقیب می‌کند. کایل به کابین خلبان پناه می‌برد، اما با پرتاب دفترچه‌ای از یک دریچه، کارسون را فریب می‌دهد تا از آن‌جا دور شود. استفنی که دچار عذاب وجدان شده، در وحشت هواپیما را ترک می‌کند.
کایل، جولیا را بی‌هوش پیدا می‌کند اما کارسون سر می‌رسد و فاش می‌کند که دیوید را کشته تا مواد منفجره را در تابوت او پنهان کند و جولیا را در سطل غذای هواپیما انداخته، چون باور داشته که هیچ‌کس اهمیتی نخواهد داد. کایل همراه جولیا به بخشی نسوز از هواپیما می‌گریزد و در حالی‌که کارسون به‌سوی او تیراندازی می‌کند، مواد منفجره را منفجر می‌کند؛ کارسون کشته می‌شود و ارابهٔ فرود آسیب می‌بیند، اما کایل و جولیا آسیبی نمی‌بینند و خدمه درمی‌یابند که او راست می‌گفته است. صبح روز بعد، در بخش انتظار فرودگاه، کاپیتان ریچ از کایل، که جولیا را در آغوش دارد، پوزش می‌خواهد. در همین حال استفنی توسط مأموران اف‌بی‌آی بازداشت می‌شود و مأمور دیگری به کایل می‌گوید که مدیر سردخانهٔ برلین هم دستگیر شده و به‌دنبال همدستی دیگر هستند که نام جولیا را از فهرست پرواز حذف کرده است. کایل در سکوت، با عبور از میان جمعیت مسافران که اکنون حقیقت را فهمیده‌اند، با جولیا در آغوشش، حیثیت ازدست‌رفته‌اش را بازمی‌یابد. یکی از مسافران عرب در حمل بار به سمت ون کمکش می‌کند. جولیا با صدای خواب‌آلود می‌پرسد: «رسیدیم؟» و آن دو دور می‌شوند.